# 托季馬
59°59′N 42°46′E / 59.983°N 42.767°E
托季馬（俄语：То́тьма）是俄羅斯沃洛格達州中部的一個城市，位於蘇霍爾河畔，距沃洛格達215公里。2002年人口10,531人。
傳統的建城年份為1137年。1780年設市。